# Mercedes Cup 1980
Il Mercedes Cup 1980 è stato un torneo di tennis giocato sulla terra rossa. È stata la 3ª edizione del Mercedes Cup, che fa parte del Volvo Grand Prix 1980. Si è giocato a Stoccarda in Germania, dal 14 al 20 luglio 1980.

## Campioni

### Singolare
Vitas Gerulaitis ha battuto in finale  Wojciech Fibak con il punteggio di 6–2, 7–5, 6–2

### Doppio
Colin Dowdeswell /  Frew McMillan hanno battuto in finale  Chris Lewis /  John Yuill con il punteggio di 6–3, 6–4